# Arutz HaSport
Arutz HaSport (en hebreo: ערוץ הספורט), también conocido como Sport 5 (en hebreo: ספורט 5) es un canal de televisión privado de Israel, perteneciente a RGE Group. Se trata de un canal de deportes.

## Historia
El canal inició emisiones como el 8 de noviembre de 1989, siendo uno de los primeros canales de televisión por cable de Israel, junto con HOT3 y Arutz HaYeladim. El número cinco representa al canal porque, desde sus inicios, estuvo designado en el conversor analógico como canal 5, al igual que en el conversor digital como canal 55.
Además de Sport 5, en 2001 se lanzó Sport 5+.
En 2006, el canal empezó a emitir las 24 horas y en marzo de 2007 se lanzaron dos nuevos canales, 5 Live, que emite en directo partidos y actualidad, y 5 Gold, que emite clásicos del deporte de todos los tiempos, programas de producción propia y documentales. En diciembre de 2007, Sport 5 empezó a emitir en HD.
A principios de 2011, Sport 5 empezó a emitir en 16:9 y, en abril de 2011, se lanzó Sport 5 3D, que emitía partidos de la Liga de Campeones, Primera División, Serie A, Ligue 1 y NBA en 3D. Sin embargo, cesó sus emisiones en septiembre de 2011 debido a la baja demanda.
En 2012, el canal adquirió los derechos de emisión de los Juegos Olímpicos, siendo la primera vez que los derechos de emisión no se vendieron a la Autoridad de Radiodifusión de Israel.
En diciembre de 2014, el canal empezó a emitir en Cellcom TV y, en junio de 2017, el canal empezó a emitir en Partner TV.
En octubre de 2017, el Tribunal del Distrito de Tel Aviv aceptó un acuerdo tras una demanda colectiva contra Sports Channel debido a la falta de subtítulos en hebreo en las emisiones, según el cual Sports Channel emitiría subtítulos en competiciones nacionales e internacionales que no estén incluidas en el apéndice de la ley, durante cuatro años a partir de la fecha de aprobación del acuerdo.
El 8 de octubre de 2018, todos los canales de Sport 5 empezaron a emitir en HD. La señal Sport 5 HD cesó sus emisiones y fue reemplazado por 5 Stars. El 5 de noviembre de 2018, se lanzó Sport 5 4K.

## Programación
- חדשות הספורט
- אולפן ליגת האלופות
- יציע העיתונות
- בובה של לילה
- שער השבת
- מגרש פתוח
- גוף בתנועה עם גלעד ינקלביץ'
- חמישיות
- בגלל הרוח
- העולם כולו נגדנו
- היכל התהילה
- בוקר ספורט
- NHL
- WWE SmackDown
- Lega Basket Serie A
- Liga Dos de Escocia
- Fórmula 1
- Copa Davis
- MotoGP
- Campeonato Mundial de Rally
- DTM
- Copa Billie Jean King
- ATP Tour 500
- Liga de Campeones de Baloncesto
- Ligue 2
- Liga Premier de Israel
- Ligat ha'Al
- Copa de Israel
- Liga Leumit
- Liga Leumit de baloncesto
- Liga de Campeones
- Serie B
- EuroLiga
- Copa de la Liga de baloncesto
- Ligue 1
- Scottish Premiership
- Bundesliga
- Copa de Austria
- Copa de Grecia
- Liga de Israel de balonmano
- Campeonato de Wimbledon
- NBA
- NFL
- MLB
- Juegos Olímpicos
- Liga de Campeones de la CAF
- Copa Africana de Naciones
- Liga de Campeones
- Liga Europa
- Liga Conferencia
- Copa de Escocia
- Copa de la Liga de Escocia
- Liga Alef
- Copa Toto
- Liga Internacional de Baloncesto de los Balcanes[4]